# الساندرو لوپارینی
الساندرو لوپارینی (انگلیسی: Alessandro Luparini؛ زادهٔ ۱۰ مارس ۱۹۹۳) بازیکن فوتبال اهل ایتالیا است.
از باشگاه‌هایی که در آن بازی کرده‌است می‌توان به باشگاه فوتبال روبور سیه‌نا و باشگاه فوتبال پارما اشاره کرد.